# Kalarupa
 (janvier 2015).
Si vous disposez d'ouvrages ou d'articles de référence ou si vous connaissez des sites web de qualité traitant du thème abordé ici, merci de compléter l'article en donnant les références utiles à sa vérifiabilité et en les liant à la section « Notes et références ».
Kalarupa, ou Dharmaraja, est une des nombreuses déités tantriques du bouddhisme tibétain. C'est une manifestation couroucée de Manjushri ou Yamantaka.
Etablie protecteur du Dharma par Tsongkhapa, on peut retrouver son effigie sur le Tangka de Tsongkhapa où il est représenté terrassant un taureau noir.